# Pasado y Confeso
Pasado y Confeso fue una serie ecuatoriana de episodios unitarios, basados en hechos reales y judiciales ocurridos en Ecuador. Durante su etapa de mayor recepción fue emitida por la televisora Ecuavisa los sábados a las 20h30.

## Sinopsis
Cada episodio presentaba un dramatizado sobre algún suceso policial con alguna sentencia emitida o en suspenso, en una historia que solo de vez en cuando contó con una segunda parte y era presentada por el actor quiteño Ramiro Pérez, que hacía a la vez de narrador en off.
La mayoría de capítulos fueron grabados en diferentes locaciones de la ciudad de Quito y alrededores. A finales de los años noventa, los estudios de la matriz de la cadena Ecuavisa en Guayaquil producirían un programa de argumento similar, De la Vida Real, conducido por Rolando Panchana y luego por Richard Barker, posteriormente retransmitido entre 2016 y 2019 con el nombre de Crónicas Urbanas, decisión que obligaría a la producción de Pasado y Confeso en Quito a tomar un nuevo giro argumental, enfocándose en sucesos paranormales y de misterio.

## Elenco
Con excepción de Ramiro Pérez, que participó como presentador y narrador durante todas las temporadas de Pasado y Confeso, cada unitario contó con la participación de diversos actores y actrices recurrentes:
- Ana María Balarezo
- Ana Miranda
- Jaime Bonelli †[4]
- Ana María Vera
- Álex Altamirano
- Armando Rivas
- Carlos Clonares
- Darío León
- Sonia Valdez
- Ovidio González
- Christian Norris
- Martha Pérez
- Maricris Hurtado
- Patricia Loor
- Patricia Naranjo †[5]
- Martha de Salas
- Giselle Calderón
- Martha Ormaza †[6]
- Toty Rodríguez
- Marco Bustos[7]
- Karen Flores
- Marco De la Torre
- Ricardo Briones
- Ricardo Estrella
- Santiago Gómez
- Fanny Moncayo
- María Beatriz Vergara
- María Eulalia Silva